# John Jarvis (Szenenbildner)
John Jarvis (geb. vor 1945) ist ein britischer Artdirector und Szenenbildner, der einmal für den Oscar für das beste Szenenbild nominiert war.

## Leben
Jarvis begann seine Laufbahn als Artdirector und Szenenbildner in der Filmwirtschaft 1945 bei dem Abenteuerdrama Die Frau ohne Herz (The Wicked Lady, 1945) von Leslie Arliss mit Margaret Lockwood, James Mason und Patricia Roc.
Bei der Oscarverleihung 1954 wurde er für den Oscar für das beste Szenenbild nominiert, und zwar gemeinsam mit Alfred Junge und Hans O. Peters für den von Richard Thorpe inszenierten Spielfilm Die Ritter der Tafelrunde (Knights of the Round Table, 1953) mit Robert Taylor als Lancelot, Ava Gardner als Guinevere sowie Mel Ferrer als König Artus.
Jarvis arbeitete bis 1975 an der Herstellung von 25 Filmen mit.

## Filmografie (Auswahl)
- 1945: Die Frau ohne Herz (The Wicked Lady)
- 1946: Gefährliche Reise (Caravan)
- 1948: Tanz in den Abgrund (Good Time Girl)
- 1948: Sieg und Platz (The Calendar)
- 1950: Ihr Geheimnis (The Miniver Story)
- 1957: Volltreffer ins Glück (Lucky Jim)
- 1961: Der unheimliche Komplize (The Secret Partner)
- 1961: Der römische Frühling der Mrs. Stone (The Roman Spring of Mrs. Stone)
- 1963: Neun Stunden zur Ewigkeit (Nine Hours to Rama)
- 1963: Bis das Blut gefriert (The Haunting)
- 1964: Das Haus im Kreidegarten (The Chalk Garden)
- 1964: Der gelbe Rolls-Royce (The Yellow Rolls-Royce)
- 1968: Die Pille war an allem schuld (Prudence and the Pill)
- 1969: Moskito-Bomber greifen an (Mosquito Squadron)
- 1972: Mord mit kleinen Fehlern (Sleuth)
- 1972: Schütze dieses Haus (Bless This House)
- 1975: Die Schande des Regiments (Conduct Unbecoming)